# Boris Gamaleya
Pour les articles homonymes, voir Gamaleya.
Boris Gamaleya est un poète français né le 18 décembre 1930 à Saint-Louis de La Réunion et mort le 30 juin 2019 à Fontainebleau.

## Biographie
Boris Gamaleya est le fils d'une mère originaire de l'île de La Réunion et d'un père ukrainien émigré sur place après la Révolution d'Octobre.
Victime de l'ordonnance prise par le Premier ministre Michel Debré en 1960, l'ordonnance Debré, il est contraint avec son épouse Clélie Gamaleya et onze autres fonctionnaires communistes et anti-colonialistes de migrer en France métropolitaine. Il devient enseignant en région parisienne. Il milite alors contre l'instigateur de la mesure devenu député de l'île et contre toutes ses créations suivantes, au premier rang desquelles le Bureau pour le développement des migrations dans les départements d'outre-mer, qui organise l'émigration des Domiens vers le continent à compter de 1963. De 1963 à 1980, 1 630 enfants ont été envoyés depuis La Réunion dans des départements de métropole en perte de vitesse démographique, cette affaire est connue sous le nom des enfants de la Creuse.
Boris Gamaleya fait irruption dans la littérature réunionnaise en 1973 avec Vali pour une reine morte, une œuvre publiée à compte d'auteur aussi fondatrice pour elle que le Gouverneur de la rosée de Jacques Roumain pour la littérature haïtienne ou que Le Cahier d'un retour au pays natal d'Aimé Césaire pour celle des Antilles françaises. Écrit à Romainville entre 1960 et 1972, ce recueil de poèmes profondément marqué par l'exil se veut le support d'une résistance dès son titre : clamer le vali (instrument de la musique malgache), c'est nier d'entrée une France considérée comme geôlière.
Revenu à La Réunion un an avant la publication de Vali et après une grève de la faim, il y lance bientôt une revue engagée appelée Bardzour qui collecte les contes de tradition orale et publie des chroniques sur le créole réunionnais, entre autres choses.
Boris Gamaleya et son épouse quittent La Réunion en 2012 pour venir s’installer plus près de leurs enfants, à Barbizon.

## Œuvres

### Poésie
- Vali pour une reine morte, 1973 (OCLC 422084750) et Graphica, Saint-André, 1986.
- La Mer et la mémoire : Les langues du magma, AGM, Saint-Denis, 1978 (OCLC 14511290).
- Le Fanjan des Pensées, Zanaar parmi les coqs, AGM, Saint-Denis, 1987 (OCLC 20056047).
- Piton la nuit, Éditions du Tramail/ILA, Saint-Denis, 1992 (OCLC 36773151).
- Lady Sterne au Grand Sud, Azalées Éditions, Saint-Denis, 1995 (OCLC 35449527).
- L'île du Tsarévitch, Océan Éditions, Saint-Denis, 1997 (OCLC 52178374).
- L'Arche du comte Orphée, Ailes du naufrage, Azalées Éditions, Saint-Denis, 2004 (OCLC 72093986).
- Jets d'aile - Vent des origines, Jean-Michel Place éditeur, Paris, préf. Patrick Quillier 20052005 (OCLC 420176048).
- Le Bal des hippocampes, Éditions de l'Amandier, Paris, préf. Patrick Quillier 2012 (OCLC 793477435).
- L'entrée en Météores ou L'étoile à double coq", St Denis de la réunion, 2012 (OCLC 840880323).

### Théâtre
- Le Volcan à l'envers ou Mme Desbassayns, Le Diable et le Bondieu, ASPRED, Saint-Leu, 1983.

### Livre pour la jeunesse
- Lièv i sava bal, zistoir kréol (cpf + fr) (traduite en français par Axel Gauvin), illustrations de Fabrice Urbatro, Éditions Tikouti, 2007 (OCLC 470556922).

## Hommages
En 2018, le rectorat de la Réunion crée le prix littéraire des collèges Boris Gamaleya. Ce prix récompense une création littéraire en français et en créole qui raconte la Réunion d'hier, d'aujourd'hui et de demain en lien avec les programmes,.

## Pour approfondir